# Migrazione ittica
La migrazione ittica è un fenomeno che vede molte specie di pesci migrare regolarmente, alcune volte per il cibo (migrazioni trofiche), altre volte per la riproduzione (migrazioni genetiche); in alcuni casi la ragione della migrazione è sconosciuta.
Tali migrazioni sono spesso importanti anche per l'uomo, dato che determinano la concentrazione di grandi banchi di pesci in aree precise. In particolare, risultano degne di nota le migrazioni dei Clupeidi (ad esempio le sardine o le aringhe) e degli Scombridi (gli sgombri e i tonni). Questi ultimi si radunano nelle acque litoranee all'approssimarsi del periodo riproduttivo, compiendo, secondo alcuni autori, grandissimi spostamenti: sembra, ad esempio, che i tonni diffusi nel mar Mediterraneo possano raggiungere anche le coste atlantiche. Secondo altri autori, invece, questi spostamenti sono più limitati e prevalentemente verticali (dalle acque più profonde a quelle più superficiali).

## Classificazione
Le migrazioni dei pesci sono classificate in funzione della tipologia del percorso:
- Diadroma: riferita a pesci che migrano tra acque salate e acque dolci.
  - Anadroma: pesci che vivono per la maggior parte del tempo in acque salate e si riproducono in acque dolci.
  - Catadroma: pesci che vivono in acque dolci e si riproducono in acque salate.
  - Anfidroma: pesci che si muovono indifferentemente da acque dolci ad acque salate.
- Potamodroma: pesci che migrano all'interno di acque dolci.
- Oceanodroma: pesci che migrano all'interno di acque salate.

Le migrazioni di tipo diadromo sono molto complesse per la biologia del pesce. Infatti l'osmosi cutanea degli animali marini è differente nelle acque dolci rispetto alle acque salate. Il più conosciuto tra i pesci anadromi è il salmone, che nasce nei fiumi e vive nel mare per molti anni; al momento della riproduzione ritorna nello stesso fiume dove è nato per deporre e fertilizzare le uova.
Altre specie anadrome sono storioni e lamprede che, quando arriva il momento di riprodursi, abbandonano il mare per risalire  i fiumi, dove deporranno le uova; per questo sono detti specie potamotoche (dal greco: "che partoriscono nei fiumi") o anadrome (sempre dal greco: "che corrono in su"). Poi gli avannotti nati da queste uova si dirigeranno nuovamente al mare.
Viceversa, altre specie abbandonano le acque dolci per andare a riprodursi in mare aperto e perciò sono dette specie talassotoche (dal greco: "che partoriscono nel mare") o catadrome (cioè: "che corrono in giù").

### Migrazione delle anguille
Il caso più noto è quello delle anguille (Anguilla anguilla europea e Anguilla rostrata nordamericana). Le larve di questi pesci hanno forma di foglia, sono trasparenti, vengono dette leptocefali e vivono in mare. Nello stadio successivo, pur rimanendo trasparenti, assumono forma cilindrica (e vengono chiamate cieche), vivono in prossimità delle coste o nelle acque dolci, che risalgono fino a raggiungere luoghi molto distanti dal mare. Qui termina il loro accrescimento e gradualmente si pigmentano fino a raggiungere la maturità sessuale. A questo punto inizia la migrazione di ritorno al mare.
In realtà i luoghi in cui le anguille si dirigono per riprodursi sono ancora ignoti. Da ricerche effettuate sugli stadi larvali e sulla loro distribuzione sembra che le zone riproduttive siano due ben distinte e si trovino entrambe nelle profondità del mar dei Sargassi, dato che si trovano stadi sempre più piccoli man mano che si procede in questa direzione. Ma forse questo non è l'unico luogo di riproduzione: infatti, all'altezza dello stretto di Gibilterra non è mai stato registrato l'ingresso di stadi larvali provenienti dall'oceano Atlantico. È quindi probabile che le anguille dei paesi che si affacciano sul Mediterraneo non raggiungano l'oceano, ma si accoppino e depongano le uova in qualche profondo bacino all'interno di questo mare, forse in qualche fossa del Tirreno.

## Orientamento
Per quanto riguarda le capacità di orientamento dei pesci, è stato ipotizzato che si basi su riferimenti astronomici, come per gli uccelli. Ma non è chiaro come avvenga il riconoscimento del sito per la deposizione delle uova che, soprattutto per le specie potamotoche come il salmone, è lo stesso da cui le larve sono partite per raggiungere il mare.